# Ƕ

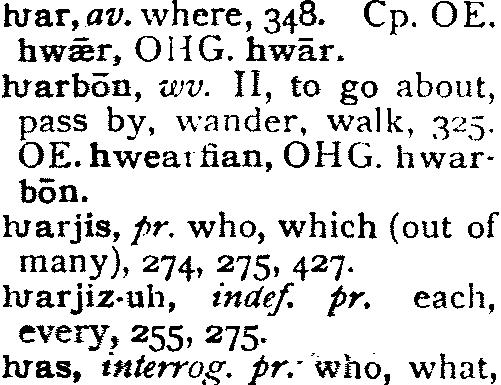
Enkele woorden die met de hwair beginnen in de Grammar of the Gothic Language van Joseph Wright (1910).

Hwair (kleine letter ƕ, hoofdletter Ƕ) is een letter die gebruikt wordt om de klank aan te geven die door IPA wordt aangegeven met [ʍ] in de transcriptie van het Gotisch. Waar deze letter niet gebruikt kan worden, is het ook gebruikelijk de combinaties hv of hw te gebruiken. In het Oudengels werd deze klank altijd als hw geschreven. In modern Engels wordt wh geschreven, maar wordt tegenwoordig in de meeste dialecten net als de Engelse w uitgesproken.
In Unicode kan de kleine letter gevonden worden onder U+0195 en de hoofdletter onder U+01F6.